# Alice Baber
Pour les articles homonymes, voir Baber.
Ne doit pas être confondu avec Alice Barber Stephens.
Alice Baber (Charleston, 1928 - New York, 1982) est une peintre expressionniste abstraite américaine qui travaille à l'huile et à l'aquarelle.
Après avoir fait ses études aux États-Unis, elle étudie et vit dans les années 1950 et 1960 à Paris. Elle voyage beaucoup, et s'engage dans le féminisme, organisant des expositions d'œuvres d'artistes féminines.

## Biographie

### Jeunesse et formation
Alice Baber naît à Charleston, dans l'Illinois, au centre des États-Unis. Elle grandit dans le Kansas, l'Illinois et Miami, en Floride. Sa famille se rend dans le sud de la Floride en hiver, à la suggestion d'un médecin, en raison de la mauvaise santé d'Alice, qui commence vers l'âge de deux ans. Baber se souvient que vers l'âge de cinq ans, elle a décidé qu'elle serait « poète ou peintre ». À huit ans, elle étudie formellement le dessin et à douze ans, elle devient « si avancée qu'elle est inscrite à un cours de niveau lycée ».
Lorsque la Seconde Guerre mondiale éclate, les voyages annuels en Floride prennent fin ; à cette époque, Baber est au début de son adolescence. Elle se souvient d'avoir voyagé en Floride et d'avoir dormi dans une tente : « cela avait une certaine forme de romance. Et plus tard, je me suis toujours sentie un peu comme une nomade ».
Baber choisit d'étudier l'art lorsqu'elle fréquente pendant deux ans le Lindenwood College for Women (en) dans le Missouri, avant d'être transférée à l'université de l'Indiana à Bloomington,. Elle y étudie sous la direction de l'expressionniste figuratif Alton Pickens (d) et obtient son Master of Arts en 1951.
Elle part ensuite en Europe et étudie brièvement aux Beaux-Arts de Paris, où elle vit à la fin des années 1950 et dans les années 1960,. Au cours de ses voyages en Europe, elle gagne sa vie grâce en écrivant : elle est rédactrice artistique du mensuel américain féminin McCall's (en).

### Carrière
Baber commence sa carrière d'artiste peintre en travaillant principalement à l'huile ; elle commence à expérimenter la peinture à l'aquarelle dans les années 1950. Son expérimentation de l'aquarelle initie un changement de style pour Baber, qui passe de la peinture de natures mortes à la création d'œuvres plus abstraites. Ses œuvres abstraites se concentrent sur la couleur et la forme, avec des formes telles que le cercle comme motif commun. Baber était bien connue pour son utilisation de la lumière et de la couleur, et a organisé plusieurs expositions consacrées à ces thèmes.
En 1958, Baber tient sa première exposition personnelle à New York, à la galerie March dont elle est membre. La même année, elle obtient une résidence à la colonie d'artistes Yaddo. C'est à cette époque qu'elle commence à développer ses explorations uniques de la couleur qui découlent de la « gamme infinie de possibilités » d'exploration de la couleur et de la lumière dans la forme du cercle. Elle confiera à Brian Jones qu'elle cherche alors un « moyen de faire bouger la lumière sur toute la surface » dans Battle of the Oranges. Cette inspiration créative devient alors fondamentale dans son approche artistique.
En 1959, elle expose des peintures dans toute l'Europe, notamment à la première « Jeune Biennale » du Centre culturel américain de Paris, en France. Sa première vie de « nomade » l'influence peut-être quelque peu : elle partage sa vie entre la France et les États-Unis pendant un certain temps.
En 1964, elle épouse le peintre Paul Jenkins. Ce mariage est une période de « croissance artistique » pour tous les deux. Ensemble, la même année, ils voyagent au Japon et collectionnent une grande quantité d'art asiatique. Ils divorcent ensuite, en 1970.
En 1975, Baber est commissaire de l'exposition « Color, Light and Image » (Couleur, lumière et image). Il s'agit d'une exposition internationale de 125 femmes artistes à l'occasion de l'Année internationale de la femme. L'exposition se tient au Women's Interart Center (en) de New York.
De 1976 à 1978, Baber voyage dans 13 pays d'Amérique latine avec le département d'État américain, exposant ses œuvres et donnant des conférences sur l'art. En 1979, Baber est artiste en résidence à l'atelier de lithographie du Tamarind Institute. Son art reflète, tout en les défiant, « diverses tendances stylistiques » et est « imprégné de mouvements ondulants et sensuels et de couleurs pures et translucides ».

### Dernières années et postérité
Même si, à la fin de sa vie, elle connaît de grandes « douleurs et faiblesses » dues au cancer, elle continue à peindre. Alice Baber meurt à New York le 2 octobre 1982 du cancer. Elle est enterrée au cimetière de Fairview, dans le comté d'Edgar, en Illinois.
L'Alice Baber Memorial Art Library (bibliothèque d'art du monument commémoratif d'Alice Baber) à East Hampton, dans l'État de New York, et la Baber Midwest Modern Art Collection (collection d'art moderne Baber du Midwest) du Greater Lafayette Museum of Art (musée d'art de Greater Lafayette), dans l'Indiana, sont toutes deux nommées en son honneur. De nombreux musées dans le monde et de grandes galeries aux États-Unis possèdent ses œuvres, notamment le Guggenheim, le Whitney Museum of American Art, le Metropolitan Museum of Art, le Museum of Modern Art, tous à New York, et le Georgia Museum of Art (en) d'Athens (Géorgie).